# Umay
Umay，也寫作Umai（羅馬化：Ūmai ana，羅馬化：Umay ene，羅馬化：Umáj/Ymaj），是在蒙古神话和腾格里崇拜中出現的一位生育女神，Umay在描述中是居住在天堂並保护和教育婴儿，也是妇女和孩子的守護神。另傳火之精华（ Od Ana ）从Umai诞生。 

## 詞源
突厥語詞根中的umāy最初意思是“胎盤、胞衣”，後來这个词用来指代一位女神，她的职责是照顾妇女和儿童，且与生育有关。 而在蒙古语中，“Umai”的意思是“子宫”，這可能反映了蒙古人和突厥人之間的語言擁有某種程度的詞源聯繫。

## 兒童守護神
最早將Umay視為兒童守護神的文獻出现在約莫8世纪時的鄂尔浑碑铭中，該石碑的內容由阙特勤所作，其中一段寫有"Umay teg ögüm katun kutıŋa" ，意为“在我母亲的庇护下，她就像女神Umay一样”。
此外，在古代突厥社會中，由於可汗被认为是腾格里在人世間的化身，因此可汗的妻子（katun或hatun）也被视为Umay的化身。
波塔波夫称，作为婴儿的保护者，死去的孩子会被Umay带到天堂。